# Mike Gravel
Maurice Robert ”Mike” Gravel [ɡrəˈvɛl], född 13 maj 1930 i Springfield, Massachusetts, död 26 juni 2021 i Seaside, Kalifornien, var en amerikansk politiker (demokrat). Han tjänstgjorde under två mandatperioder, mellan 1969 och 1981, som senator i USA:s kongress för Alaska. Han kandiderade för att nomineras till Demokratiska partiets kandidat i 2008 års presidentval och i 2020 års presidentval.
Han föddes och växte upp i Springfield i delstaten Massachusetts hos sina fransk-kanadensiska föräldrar. Han tjänstgjorde i amerikanska armén i Västtyskland och tog examen vid Columbia University. Han flyttade till Alaska under sent 1950-tal, där han utvecklade fastigheter och blev intresserad av politik. Han blev politiker i Alaska och var talman i Alaskas delstatsparlaments representanthus mellan 1963 och 1966. Gravel valdes in i USA:s senat 1968.

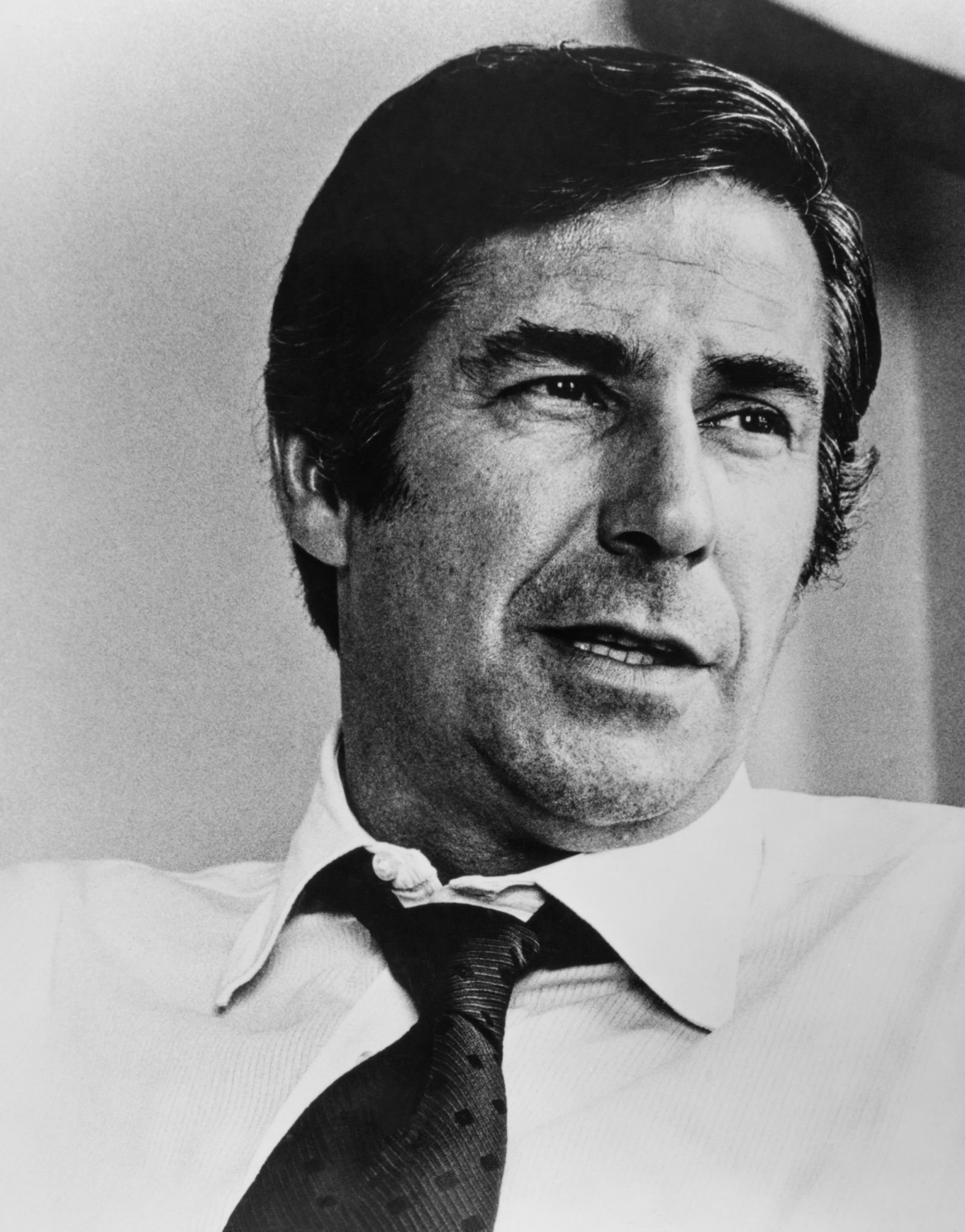
Gravel som senator på 1970-talet

Som senator blev Gravel känd nationellt för hans kraftiga men misslyckade försök att avveckla den amerikanska värnplikten under Vietnamkriget och för att ha offentliggjort The Pentagon Papers 1971, trots personligt risktagande i samband med detta. Han genömförde en ovanlig kampanj för nominering inom Demokratiska partiet för att bli USA:s vicepresident 1972. Han spelade en viktig roll i att få Trans-Alaska-pipelinen godkänd av kongressen 1973. Han återvaldes till senaten 1974, men förlorade platsen i valet sex år senare.
Gravel återvände till affärer och gick igenom svåra tider; han drabbades av bolags- och personlig konkurs i samband med dålig hälsa. Han blev en passionerad anhängare av direkt demokrati och grundade därför organisationen National Initiative for Democracy.
Under 2006 började han sikta mot presidentposten, delvis för att driva dessa idéer. Hans kampanj vann anhängare på Internet och fick uppmärksamhet nationellt efter starka och säregna debattframträdanden under 2007, men har genomgående uppvisat väldigt litet stöd i rikstäckande opinionsmätningar. Den 25 mars 2008 tillkännagav Gravel att han skulle lämna Demokraterna och gå med i Libertarian Party, han menade att "Mina libertarianska åsikter, liksom mitt markanta avståndstagande från krig, krigsindustrin och amerikansk imperialism, verkar inte kunna tolereras av det Demokratiska partiets elit som har förlorat kontakten med medelamerikanen; personer inom eliten har förkastat amerikanska medborgares självbestämmande som jag erbjöd Demokratiska partiet i början av presidentkampanjen genom National Initiative for Democracy."  Dagen därpå gick Gravel in i Libertarianska partiets nomineringsprocess till presidentvalet 2008, vilket han kommenterade med att säga, att han skulle ha ställt upp såsom tredjepartis kandidat hela tiden om det inte vore för att han tarvade den uppmärksamhet som han fick i Demokraternas tidigare debatter. Efter att libertarianerna nominerade Bob Barr som partiets presidentkandidat 25 maj 2008, tillkännagav Gravel att han har avslutat sin politiska karriär.Men i april 2019 återvände Gravel till politiken då han inledde sin kampanj inför 2020 års presidentval. Gravel tillkänna gav dock att "Målet är inte att vinna utan att föra en kritik av den amerikanska imperialismen till den demokratiska debatten". I augusti samma år avslutade Gravel sin kampanj och han gav istället sitt stöd åt Bernie Sanders och Tulsi Gabbard.